# Nathaniel Hawthorne
Nathaniel Hawthorne (n. Nathaniel Hathorne în 4 iulie 1804 - d. 19 mai 1864) a fost un scriitor american.
S-a născut în 1804 în orașul Salem, statul Massachusetts ca fiu al lui Nathaniel Hathorne și Elizabeth Clarke Manning Hathorne. El și-a schimbat, mai târziu, numele în "Hawthorne", adăugând un "W" pentru a se deosebi de rudele sale, inclusiv de John Hathorne, un judecător care a participat la Procesele Vrăjitoarelor din Salem. Hawthorne a frecventat cursurile Colegiului Bowdoin și l-a absolvit în 1825; printre colegii săi erau viitorul președinte Franklin Pierce și viitorul poet Henry Wadsworth Longfellow. Hawthorne și-a publicat anonim prima sa operă, romanul intitulat "Fanshaw", în 1828. El a publicat mai multe nuvele în publicații periodice variate, nuvele pe care le-a reunit în 1837 sub titlul "Basme spuse de două ori" ("Twice Told Tales"). În anul următor, el s-a logodit cu Sophia Peabody. El a muncit într-un punct vamal și a devenit membru al unei comunități Utopice Transcendentaliste înainte de a se căsători cu Peabody în 1842. Cuplul s-a mutat într-o casă parohială faimoasă în Concord, Massachusetts, iar mai târziu s-au mutat în Salem, Berkshires, apoi în vila Wayside în Concord. Litera stacojie a fost publicată în 1850, urmată de o succesiune de alte romane. O numire într-o funcție politică i-a determinat pe Hawthorne și familia sa la o călătorie în Europa înainte de a se întoarce la vila Wazside în 1860. Hawthorne a murit în 19 mai 1864, lăsând în urmă soția și cei trei copii.
Multe dintre scrierile lui Hawthorne au ca țintă Noua Anglie, multe opere cuprinzând alegorii morale de inspirație puritană. Lucrările sale de ficțiune sunt considerate ca făcând parte din mișcarea romantică, mai precis, din Romantismul Sobru. Temele sale au adeseori în centru răul înnăscut și păcatul umanității, iar operele lui transmit adeseori mesaje moralizatoare și au complexitate psihologică. Operele sale publicate includ romane, nuvele și biografia prietenului său Franklin Pierce.

## Biografie

### Începutul vieții

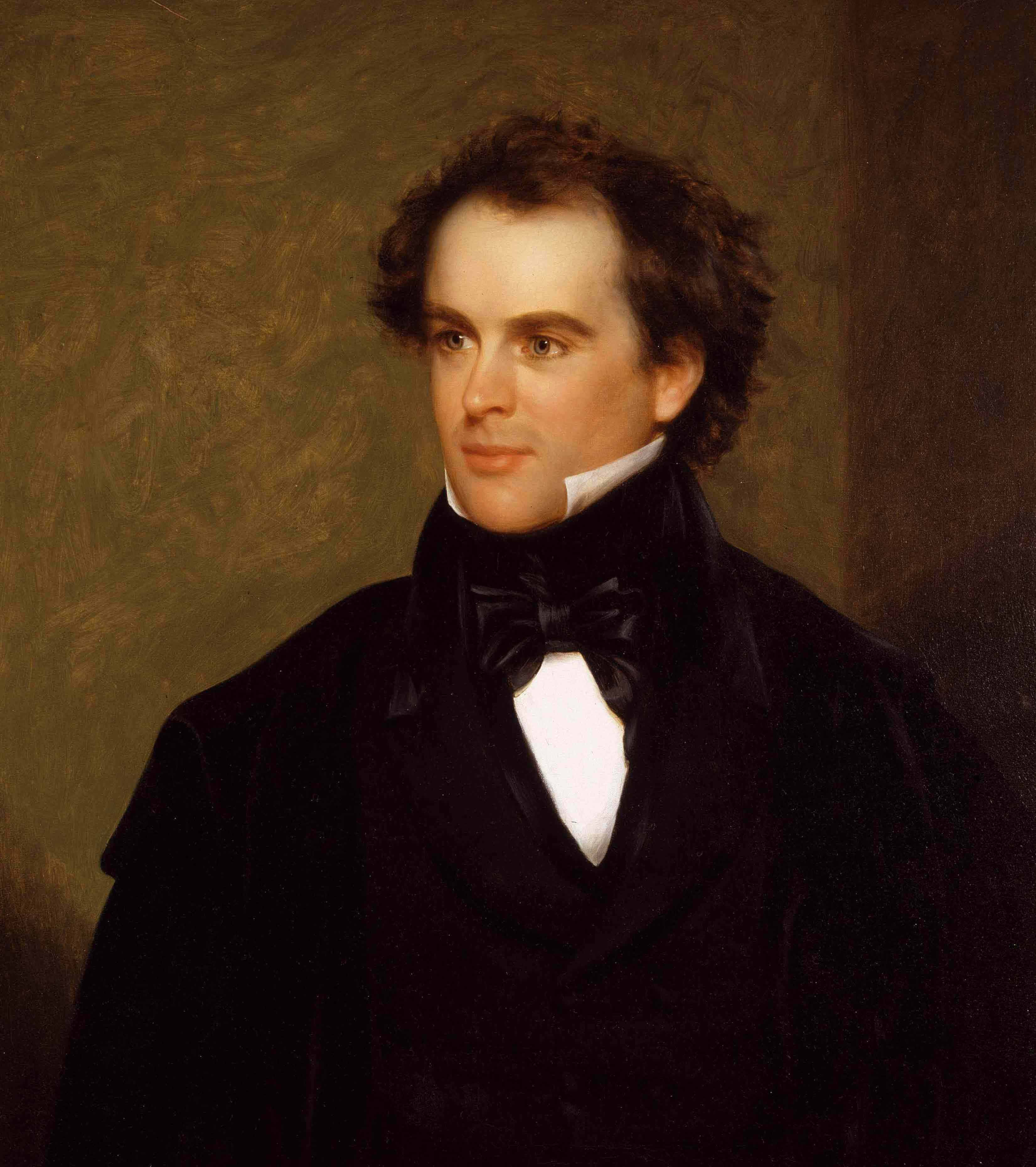
Portretul lui Nathaniel Hawthorne de Charles Osgood, 1841 (Muzeul Peabody Essex)

Nathaniel Hawthorne s-a născut la 4 iulie 1804 în Salem, Massachusetts; locul nașterii sale este ocrotit și deschis publicului. William Hathorne, stră-stră-stră-bunicul autorului, un puritan, a fost primul din familie care a emigrat din Anglia, locuind mai întâi în Dorchester, Massachusetts, înainte de a se muta în Salem. Acolo, el a devenit un membru important al Coloniei Massachusetts Bay și a ocupat multe poziții politice, inclusiv cea de magistrat și judecător, având o reputație de infam pentru sentințele sale nemiloase. Fiul lui William și stră-stră-bunicul autorului, John Hathorne, a fost unul dintre judecătorii care au supravegheat Procesele Vrăjitoarelor din Salem. Aflând acest lucru, autorul a adăugat "w" numelui său de familie, când avea vreo douăzeci de ani, la puțin timp după ce a absolvit colegiul, făcând eforturi să se despartă de faimoșii lui strămoși. Tatăl lui Hawthorne, Nathaniel Hathorne, Senior, a fost căpitan de vapor și a murit în 1808 de friguri galbene în Surinam; după moartea sa, tânărul Nathaniel, mama și cele două surori ale sale s-au mutat la rudele lor din partea mamei, familia Mannings, în Salem, unde au locuit timp de zece ani. În această perioadă, în 10 noiembrie 1813, tânărul Nathaniel s-a lovit la picior când juca baseball, a rămas șchiop și a fost țintuit la pat timp de un an, deși mai mulți doctori au spus că nu avea nimic.
În vara anului 1816, familia locuia cu chirie la niște fermieri înainte de a se muta într-o casă construită anume pentru ei de către unchii lui Hawthorne, Richard și Robert Manning din Raymond, Maine, lângă Lacul Sebago. După mulți ani, Hawthorne și-a amintit cu drag de vremea petrecută în Maine: "Acelea au fost zile încântătoare, deoarece partea aceea a țării era sălbatică pe vremea aceea, doar cu puține defrișări, iar nouă zecimi din zonă era acoperită de păduri." În 1819, el a fost trimis înapoi în Salem, la școală și s-a plâns curând că îi era dor de casă și că era prea departe de mama și surorile sale. În ciuda faptului că îi era dor de casă, pentru a se distra, el le-a distribuit celor din familia lui șapte numere din "Spectatorul" în august 1820. Ziarul făcut acasă era scris de mână și conținea poezii, eseuri și știri în care era utilizat umorul adolescent crescând al tânărului autor.
Unchiul lui Hawthorne, Robert Manning, a insistat, în ciuda protestelor lui Hawthorne, ca băiatul să urmeze colegiul. Cu ajutor financiar din partea unchiului său, Hawthorne a fost trimis la Colegiul Bowdoin în 1821, parțial datorită relațiilor pe care le avea familia sa în zona aceea. Pe drum către Bowdoin, înt-o stație a poștalionului în Portland, Hawthorne l-a întâlnit pe viitorul președinte Franklin Pierce și au devenit prieteni rapid. După ce a ajuns la școală, el i-a cunoscut și pe viitorul poet Henry Wadsworth Longfellow, viitorul membru al Congresului SUA Jonathan Cilley și pe viitorul reformator naval Horatio Bridge. Mulți ani după ce a absolvit colegiul, cu clasa anului 1825, el și-a descris experiența la colegiu lui Richard Henry Stoddard:
"Am fost educat (după cum se spune) la Colegiul Bowdoin. Eram un student leneș, nu respectam regulile colegiului și nici amănuntele stricte ale vieții academice, alegând mai degrabă să îmi urmez pasiunile decât să învăț greaca și să mă număr printre Tebanii învățați."

### Începutul carierei
Hawthorne a fost numit în funcția de cantaragiu și pontator la Vama din Boston cu un salariu de 1500 $ pe an, pe care l-a acceptat la 17 ianuarie 1837. În perioada aceea, el a închiriat o cameră de la George Stillman Hillard, partenerul de afaceri al lui Charles Sumner. Hawthorne a scris în acea atmosferă obscură a ceea ce el a numit "cuibul său de bufniță" din căminul său. Privind în urmă, la acea perioadă a vieții sale, el a scris: "Nu am trăit, ci doar am visat că trăiam". El a publicat nuvele în publicații periodice și anuale, inclusiv "Tânărul gospodar Brown" ("Young Goodman Brown") și "Vălul negru al preotului" ("The Minister‘s Black Veil"), deși niciuna nu a atras atenția deosebită a autorului. Horatio Bridge s-a oferit să acopere cheltuielile colectării acestor nuvele în primăvara anului 1837 în două volume, "Povestiri spuse de două ori" ("Twice-Told Tales"), care l-au făcut pe Hawthorne faimos în plan local.

### Căsnicia și familia

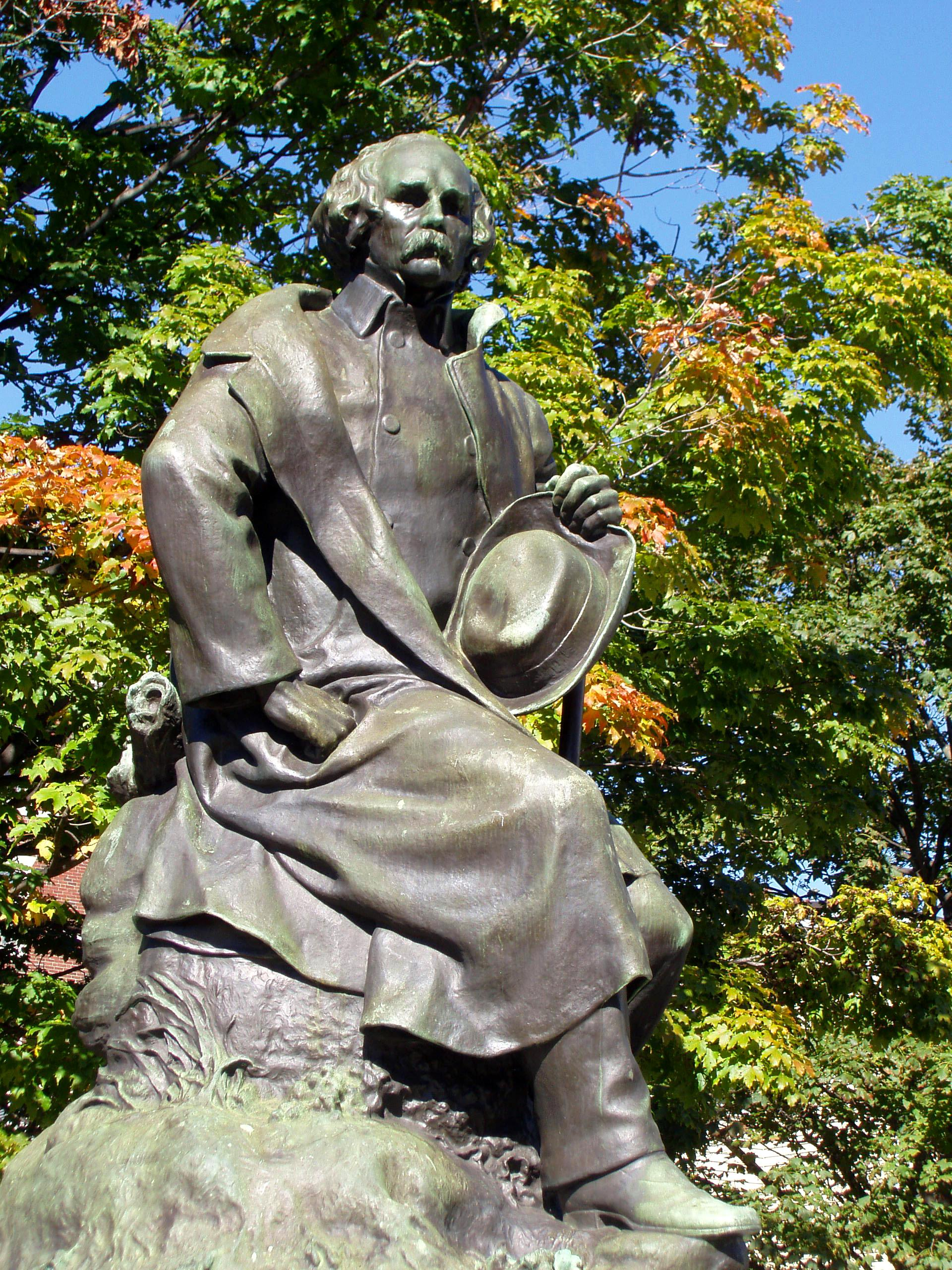
Statuia lui N. Hawthorne din Salem

În perioada petrecută la Bowdoin, Hawthorne a făcut pariu cu prietenul său Jonathan Cilley pe o sticlă de vin de Madeira că nu se va căsători în următorii 12 ani. Până în 1836, el câștigase pariul, însă nu a rămas burlac pe viață. După câteva flirturi publice, cu femei din localitate, ca Mary Silsbee și Elizabeth Peabody, el s-a logodit în 1836 cu sora celei din urmă, ilustratoarea și transcendentalista Sophia Peabody. Căutând un posibil cămin pentru el și Sophia, el s-a alăturat, în 1841, unei comunități Utopiene Transcendentaliste, la Ferma Brook, nu pentru că era de acord cu experimentul, ci deoarece îl ajuta să economisească bani pentru a se căsători cu Sophia. El a investit 1,000 $ și a fost făcut responsabil cu excavarea unui deal de gunoi, numit "Mina de Aur". El a plecat, mai târziu în același an, deși aventura sa la ferma Brook se va dovedi sursa de inspirație a romanului său "Poveste de dragoste la Blithedale" ("The Blithedale Romance"). Hawthorne s-a căsătorit cu Sophia Peabody la 9 iulie 1842, într-o ceremonie care a avut loc în salonul familiei Peabody. Cuplul s-a mutat în Old Manse, o casă parohială faimoasă în Concord, Massachusetts, unde au locuit timp de trei ani. Acolo a scris majoritatea povestirilor adunate în "Mosses from an Old Manse".
La fel ca Hawthorne, Sophia era o persoană retrasă. De-a lungul tinereții sale, a avut frecvent migrene și a suportat diverse tratamente medicale. Ea a fost mai mult țintuită la pat până când sora ei i-a făcut cunoștință cu Hawthorne, după care durerile ei de cap se pare că s-au potolit. Cuplul Hawthorne a avut o căsnicie lungă, făcând adeseori lungi plimbări prin parc. Despre soția lui, pe care o numea "porumbița" lui, Hawthorne a scris că ea "este, în sensul cel mai strict, singura mea companie; și nu am nevoie de alta - nu este loc liber în mintea mea, nici în inima mea. Îi mulțumesc lui Dumnezeu că sunt de ajuns inimii ei nemărginite!" Sophia admira mult opera soțului ei. Într-unul din jurnalele ei, ea scria: "Sunt întotdeauna orbită și uluită de bogăția, adâncimea... nestematele de frumusețe din producțiile lui încât abia aștept să le recitesc, să pot medita și cugeta, să pătrund bogăția miraculoasă a gândurilor sale".
Nathaniel și Sophia Hawthorne au avut trei copii. Primul lor copil, o fată, s-a născut la 3 martie 1844 și a fost botezată Una, cu referire la "The Fairie Queene", spre nemulțumirea membrilor familiei. În 1846, s-a născut fiul lor Julian. Hawthorne i-a scris sorei sale Louisa în 22 iunie 1846, despre noutăți: "Un sihastru mic de statură și-a făcut apariția aici la ora șase fără zece în această dimineață, pretinzând că este nepotul tău". Ultimul lor copil, Rose, s-a născut în mai 1851. Hawthorne a numit-o "floarea mea tomnatică".

### Vârsta de mijloc

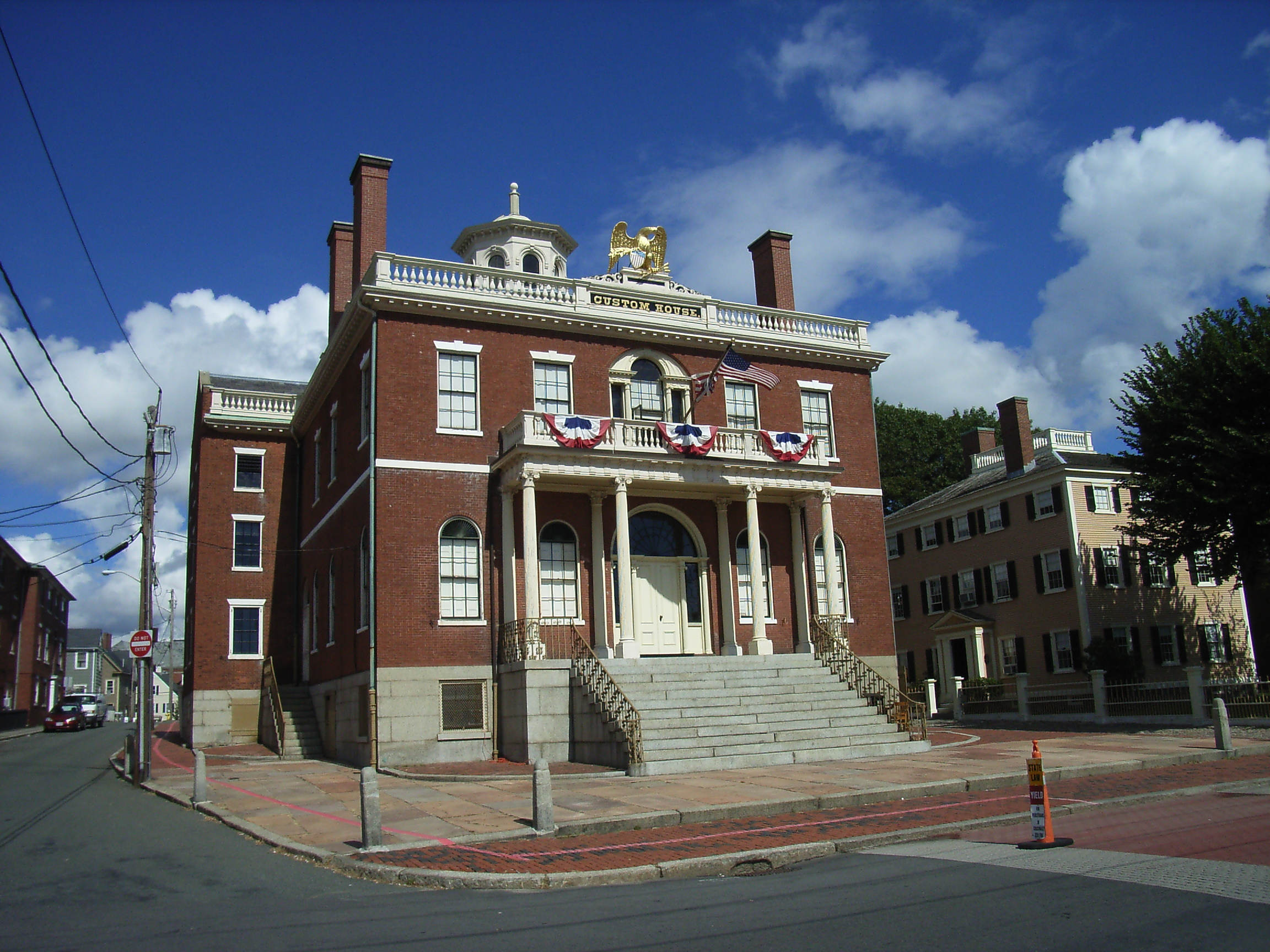
Punctul Vamal din Salem, unde a muncit N. Hawthorne

În aprilie 1846, Hawthorne a fost numit oficial ca "Supraveghetor al districtului Salem și Beverly pentru Veniturile Portlui Salem" cu un salariu anual de 1.200$. El a scris puțin în acea perioadă, după cum i-a spus lui Longfellow: "Încerc să îmi reiau munca de scriitor... Oricând stau singur sau mă plimb, încep să visez la povestiri, în ultima vreme; însă diminețile petrecute la Punctul Vamal strică tot farmecul pe care îl au după-amiezele și serile. Aș fi mai încântat dacă aș scrie". La fel ca și numirea sa anterioară de la Boston, slujba lui era vulnerabilă intrigilor politice ale sistemului din SUA. Ca democrat, Hawthorne și-a pierdut slujba din cauza schimbării administrației de la Washington, după alegerile prezidențiale din 1848. Hawthorne a scris o scrisoare de protest către Ziarul cu anunțuri zilnice din Boston care a fost atacată de liberal-conservatori și susținută de către democrați, făcând ca destituirea lui Hawthorne să fie un eveniment mult discutat în Noua Anglie. Hawthorne a fost profund afectat de moartea mamei sale, puțin timp mai târziu, la sfârșitul lunii iulie, numind-o "cea mai întunecată oră pe care am trăit-o". Hawthorne a fost numit secretar corespondent al Liceului din Salem în 1848. Printre oaspeții care au venit să vorbească acolo în acea perioadă au fost: Emerson, Thoreau, Louis Agassiz și Theodore Parker .
Hawthorne a reînceput să scrie și a publicat Litera stacojie la mijlocul lunii martie 1850, incluzând o prefață în care face referire la perioada aceea de trei ani în care a deținut postul de la Vamă și face aluzie la politicienii locali care nu au apreciat modul în care au fost tratați. Fiind una dintre primele cărți publicate în număr mare în America, s-a vândut în 2,500 de exemplare în numai zece zile și i-a adus lui Hawthorne 1.500$ în 14 ani. Cartea a devenit rapid un mare succes de vânzare și a marcat începerea celei mai rentabile perioade a scriitorului. Unul dintre prietenii lui Hawthorne, criticul Edwin Percy Whipple, a protestat împotriva "intensității morbide" a romanului și a detaliilor dens psihologice, notând faptul ca această carte "este de aceea aptă să devină, ca și Hawthorne, prea dureros de anatomică în prezentarea lor", deși D. H. Lawrence, scriitorul din secolul 20, spune că nu există nicio operă care să evidențieze mai bine decât Litera stacojie imaginația americană. "Casa cu șapte frontoane" (The House of Seven Gables)(1851), despre care poetul și criticul James Russell Lowell a spus că e mai frumoasă decât "Litera stacojie" și pe care a numit-o "cea mai valoroasă contribuție la istoria Noii Anglii făcută vreodată" și "Poveste de dragoste la Blithdale" (The Blithedale Romance) (1852), singura lui operă scrisă la persoana întâi, au urmat în succesiune rapidă. El a publicat în 1851 și o colecție de povestiri redând mituri, "O carte minunată pentru fete și băieți"(A Wonder-Book for Girls and Boys), pe care se gândise să o scrie încă din 1846.
Hawthorne și familia lui s-au mutat într-o fermă mică și roșie lângă Lenox, Massachusetts, la sfârșitul lui martie 1850. Hawthorne s-a împrietenit cu Oliver Wendell Holmes, Sr. and Herman Melville începând cu 5 august 1850, când s-au întâlnit autorii la un picnic dat de un prieten comun. Melville tocmai citise colecția de povestiri a lui Hawthorne (Mosses from an Old Manse), și prefața lui fără semnătură a colecției, intitulată "Hawthorne and His Mosses", a fost publicată în Lumea literară în 17 și 24 august. Melville, care scria Moby-Dick pe atunci, a scris că aceste povestiri relevau o fațadă sumbră a lui Hawthorne, "învăluită în negru, de zece ori neagră". Melville i-a dedicat Moby-Dick (1851) lui Hawthorne: "Ca dovadă a admirației mele pentru geniul lui, cartea aceasta este închinată lui Nathaniel Hawthorne".

### Ultimii ani

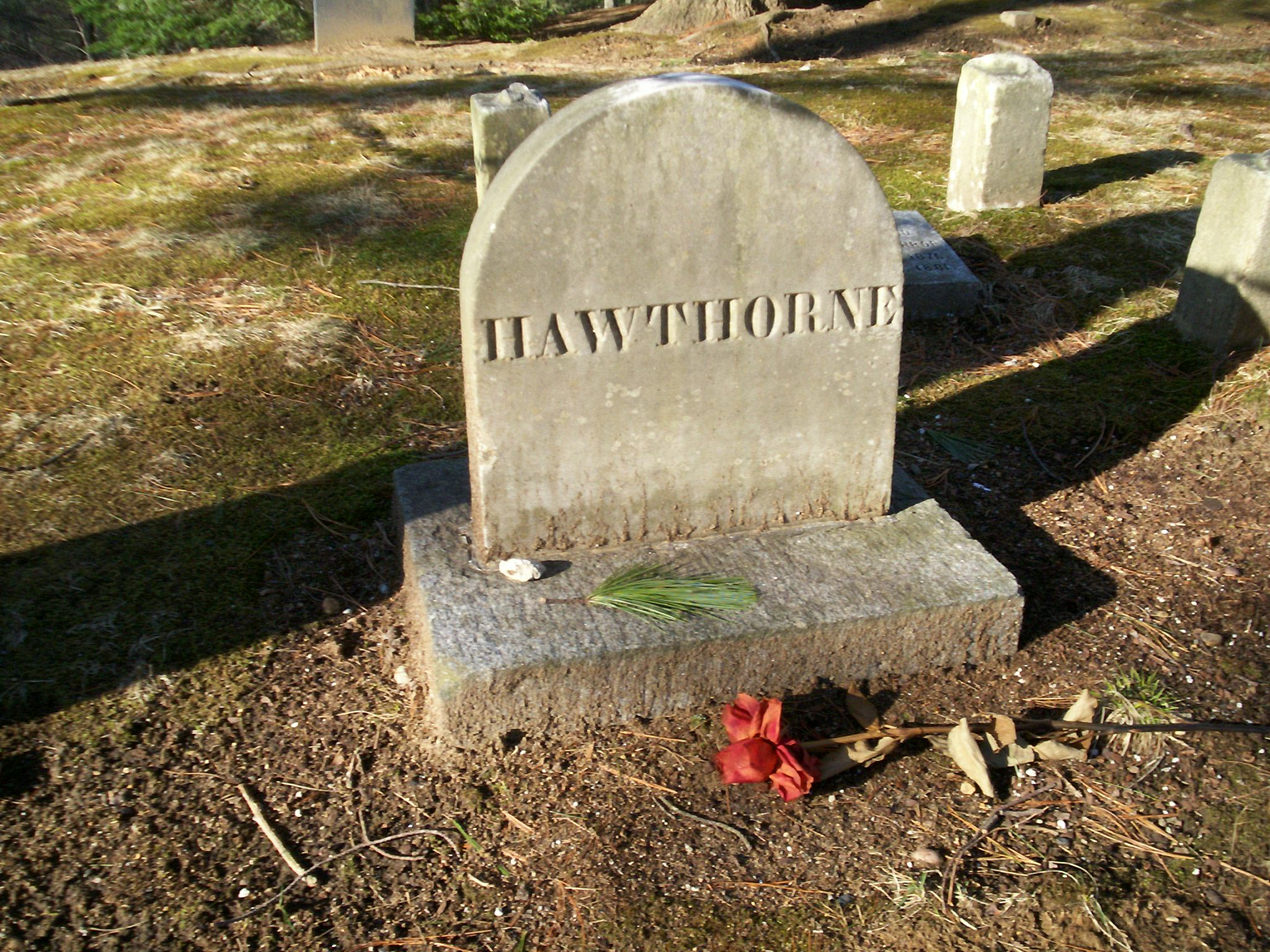
Mormântul lui N. Hawthorne

În 1852, familia Hawthorne s-a întors în Concord. În februarie, ei au cumpărat domeniul The Hillside, o casă locuită anterior de Amos Bronson Alcott și familia lui, redenumind-o it The Wayside. Printre vecinii lor din Concord erau Ralph Waldo Emerson și Henry David Thoreau. În anul acela, Hawthorne a scris biografia de campanie a prietenului său Franklin Pierce, înfățișându-l ca "un om cu preocupări pașnice" în cartea Viața lui Franklin Pierce. Horace Mann a spus, "dacă el îl descrie pe Pierce ca fiind un om măreț sau curajos, va fi cea mai bună lucrare de ficțiune pe care a scris-o". În biografie, Hawthorne a lăsat deoparte obiceiul lui Pierce de a bea în ciuda zvonurilor despre alcoolismul lui și a accentuat convingerea lui Pierce că sclavia nu poate "fi remediată prin puterile umane" dar "va dispărea ca un vis" cu timpul. După alegerea lui Pierce ca președinte, Hawthorne a fost recompensat în 1853 cu postul de consul al Statelor Unite în Liverpool, la scrut timp după publicarea Povestirilor din Tanglewood (Tanglewood Tales). Rolul, considerat cel mai rentabil post din serviciul străin la vremea aceea, a fost descris de soția lui Hawthorne ca "fiind pe locul doi ca demnitate după Ambasada din Londra". În 1857, slujba lui a luat sfârșit și familia Hawthorne a călătorit în Franța și Italia. În timpul când a fost în Italia, Hawthorne, care era mereu proaspăt bărbierit, și-a lăsat o mustață stufoasă.
Familia s-a întors la The Wayside în 1860, și în anul acela a fost publicată The Marble Faun, prima lui carte din ultimii șapte ani. Sănătatea lui șubredă l-a împiedicat să mai termine mai multe romane de dragoste. Hawthorne a decedat în timpul somnului pe data de 19 mai 1864, în Plymouth, New Hampshire pe când făcea un tur al Munților Albi (White Mountains) împreună cu Pierce. Pierce a trimis o telegramă Elizabethei Peabody pentru a o ruga să o îi spună personal vestea soției lui Hawthorne; ea a fost prea întristată de știre pentru a se ocupa de înmormântare. Longfellow scris o pozie în memoria lui Hawthorne, publicată în 1866, numită Clopotele din Lynn ("The Bells of Lynn"). Hawthorne a fost înmormântat în Cimitirul Sleepy Hollow, Concord, Massachusetts. Printre cei care au purtat pe umeri sicriul au fost Longfellow, Emerson, Holmes, Alcott, James Thomas Fields, and Edwin Percy Whipple.
După moartea lor, soția Sophia și fiica Una au fost inițial înmormântate în Anglia. Totuși, în iunie 2006, ele au fost re-înmormântate pe parcele de pământ învecinate cu a lui Hawthorne.

## Scrierile

### Stilul literar și  temele majore
Hawthorne este cunoscut în zilele noastre mai ales pentru numeroasele sale nuvele (pe care le-a numit "fabule") și pentru cele patru romane de dragoste scrise între 1850 și 1860: "Litera stacojie" (The Scarlet Letter)(1850), "Casa cu șapte frontoane" (The House of the Seven Gables) (1851), "Poveste de dragoste la Blithdale" (The Blithedale Romance) (1852) și The Marble Faun (1860). Un alt roman de aventuri lung, Fanshawe a fost publicat anonim în 1828. Hawthorne definea romanil de aventuri ca fiind foarte diferit de un roman obișnuit prin faptul că nu descrie cursul posibil sau probabil al experienței obișnuite. Multe dintre operele sale au fost inspirate de Puritanismul din Noua Anglie.
Operele lui Hawthorne aparțin romantismului sau, mai precis, romantismului sobru, fiind niște povestiri care ssțin că remușcările, păcatul și răul sunt calități naturale și înnăscute oamenilor. Scrierile sale de mai târziu vor reliefa și perspectiva sa negativă asupr mișcării Transcendentaliste.

### Critică
Reacția contemporanilor la operele lui Hawthorne a fost de apreciere a sentimentalității și a purității morale pe când evaluările moderne se concentreză asupra complexității psihologice sumbre. Unul dintre acești contemporani, Edgar Allan Poe, scris revizii importante, deși lipsite complet de lingușire asupra Povestirilor spuse de două ori (Twice-Told Tales) și asupra lucrării Mosses from an Old Manse. Aprecierea negativă emisă de Poe s-a datorat parțial propriului său dispreț pentru alegorie, povestiri moralizatoare și acuzațiile sale cronice de plagiat, deși, recunoștea că "Stilul lui Hawthorne este insăși puritatea. Tonul lui este foarte eficient—sălbatic, jalnic, grijuliu și în acord cu themele operei sale... Îl privim ca fiind unul dintre acei puțini oameni de geniu de netăgăduit care s-a născut în țara noastră". Ralph Waldo Emerson a scris că "Reputația lui Nathaniel Hawthorne ca scriitor este un fapt foarte plăcut, pentru că scrierile sale nu servesc altor scopuri și acest lucru este un omagiu adus omului". Henry James l-a apreciat pe  Hawthorne, spunând: "Lucrul plăcut la Hawthorne este că a explorat adânc psihologia și a încercat să se familiarizeze cu ea, în felul lui". Poetul John Greenleaf Whittier a scris că admiră "frumusețea ciudată și subtilă" din povestirile lui Hawthorne. Evert Augustus Duyckinck a spus despre Hawthorne, "Dintre scriitorii americani destinați să fie cunoscuți, el este cel mai original, acela care datorează cel mai puțin modelelor literare precedente de tot felul".

## Operele

### Romane
- Fanshawe (publicată anonim, 1828)[95]
- Grandfather's Chair (1840)
- The Scarlet Letter (1850) ("Litera stacojie"), capodopera sa narativă
- The House of the Seven Gables (1851) ("Casa cu șapte frontoane")
- The Blithedale Romance (1852) ("Poveste de dragoste de la Blithedale")
- The Marble Faun (1860) ("Faunul de marmură")
- The Dolliver Romance (1863)
- Septimius Felton; or, The Elixir of Life (Publicată în Atlantic Monthly, 1872)
- Doctor Grimshawe's Secret: A romance, with Preface and Notes by Julian Hawthorne (1882)

### Collecții de nuvele
- Twice-Told Tales (1837) ("Povestiri repovestite")
- Mosses from an Old Manse (1846)
- The Snow-Image, and Other Twice-Told Tales (1852)
- A Wonder-Book for Girls and Boys (1852)
- Tanglewood Tales (1853)
- The Dolliver Romance and Other Pieces (1876)
- The Great Stone Face and Other Tales of the White Mountains (1889)
- The Celestial Railroad and Other Short Stories

### Povestiri
- "My Kinsman, Major Molineux" (1832)
- "Young Goodman Brown" 1835
- "The Gray Champion" (1835)
- "The White Old Maid" (1835)
- "The Ambitious Guest" (1835)
- "The Minister's Black Veil" (1836)
- "The Man of Adamant" (1837)
- "The Maypole of Merry Mount" (1837)
- "The Great Carbuncle" (1837)
- „Experiența Doctorului Heidegger” (Dr. Heidegger's Experiment”, 1837)
- "The Birth-Mark" (March 1843)
- "Egotism; or, The Bosom-Serpent" (1843)
- "The Artist of the Beautiful" (1844)
- "Rappaccini's Daughter" (1844)
- "P.'s Correspondence" (1845)
- "Ethan Brand" (1850)
- "Feathertop" (1854)